# Joint Computer Conference
Die Joint Computer Conferences waren eine Reihe von Computerkonferenzen in den USA, die unter verschiedenen Namen zwischen den Jahren 1951 und 1987 stattfanden. Die Zusammenkünfte dienten dazu, Präsentationen und Vorträge auf dem elektronischen Computersektor zu bieten.

## Geschichte
Ursprünglich wurde die Joint Computer Conference (WJCC) in einem Halbjahresabstand abgehalten und fand in den westlichen Vereinigten Staaten statt. Die WJCC war das Gegenstück zur Eastern Joint Computer Conference (EJCC), welche jährlich im Osten der USA stattfand.
Beide Konferenzen wurden von Organisationen wie dem National Joint Computer Committee, bestehend aus der ACM (Association for Computing Machinery), dem AIEE (American Institute of Electrical Engineers) sowie dem Ausschuss für Computing Devices und dem IRE (Institute of Radio Engineers) gesponsert.
1962 übernahm die American Federation of Information Processing Societies (AFIPS) das Sponsoring und benannte die Joint Computer Conference in „Spring Joint Computer Conference“ um. Im Jahr 1973 verschmolzen die beiden Konferenzen zu einer einzigen, jährlichen National Computer Conference (NCC), die bis im Jahr 1987 abgehalten und danach eingestellt wurde.
Im Jahr 1968 wurde in San Francisco, Kalifornien auf der JCC von Douglas Engelbart die damals neueste Technologie, die Computer-Maus, als „die Mutter aller Demos“ präsentiert sowie weitere Technologien wie Videokonferenzen, Telekonferenzen und Hypertext-Protokolle.